# Ekaterina Vasil'evna Torsukova
Ekaterina Vasil'evna Torsukova, (in russo Екатерина Васильевна Торсукова?), coniugata Perekusichina (in russo Перекусихина?) (1772 – San Pietroburgo, 15 febbraio 1842), è stata una nobildonna russa.

## Biografia
Figlia del senatore Vasilij Savvič Perekusichin. Venne chiamata in onore dell'imperatrice.

## Matrimonio

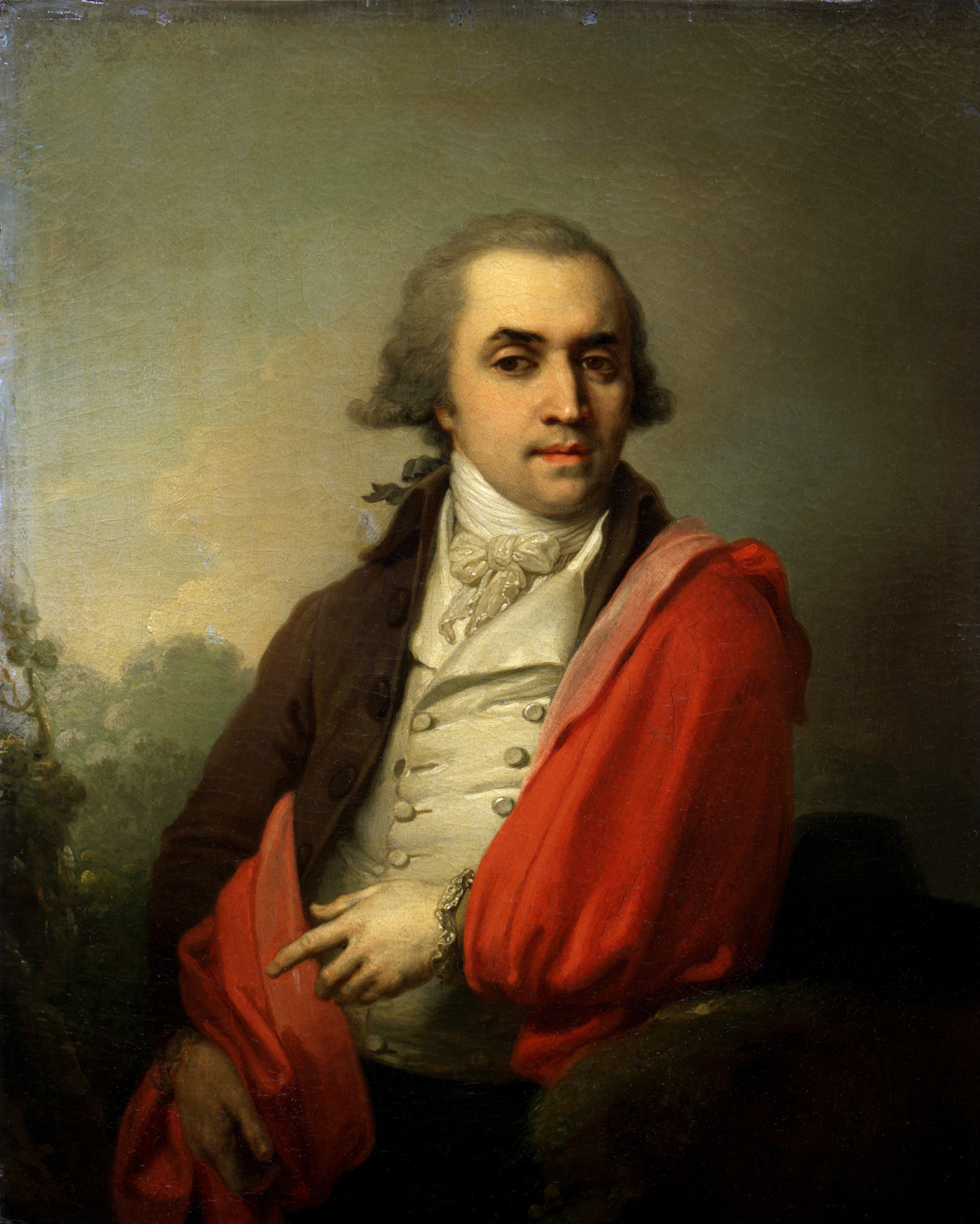
Ritratto di Ardal'on Aleksandrovič Torsukov, di Vladimir Lukič Borovikovskij, 1795.

Alla fine del 1786, con l'approvazione dell'imperatrice e una sua dote, sposò Ardal'on Aleksandrovič Torsukov (1754-1810).
Ebbero una figlia:
- Marija Ardalionovna (1787-1828)

Nel 1810, Ekaterina perse il marito. Vedova, viveva con la sua unica figlia, Marija Ardalionovna e il nuovo marito, Pëtr Andreevič Kikin.
Nel 1828, perse la figlia e tutta la sua attenzione si riversò sull'unica nipote, Marija (1816-1856). Nel 1840, Marija divenne la moglie del granduca Dmitrij Petrovič Volkonskij (1805-1859), figlio di Pëtr Michajlovič Volkonskij e di Sof'ja Grigor'evna Volkonskaja.

## Morte
Morì il 15 febbraio 1842.